# しんきん証券
しんきん証券株式会社（英称:Shinkin Securities Co.,Ltd）は、信金中央金庫全額出資の証券会社である。

## 沿革
- 1996年（平成8年）
  - 9月18日 - 設立。
  - 11月 - 営業開始。
- 2007年（平成19年）9月 - 金融商品取引法施行に伴う第一種金融商品取引業および第二種金融商品取引業の登録。

- 2008年（平成20年）2月 - 本店を東京都中央区京橋三丁目8番1号に移転。
- 2021年（令和3年）12月 - 東証の総合取引参加者となる。